# Slag bij Lützen (1813)

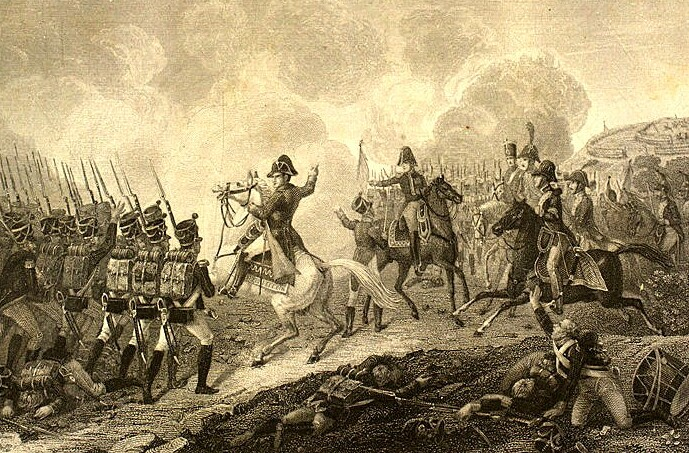
Napoleon tijdens de Slag bij Lützen
door Andrea Johann Fleischmann (1811–1878)

De tweede Slag bij Lützen op 2 mei 1813 was een overwinning van de Franse strijdkrachten van Napoleon tegen geallieerde Russisch-Pruisische strijdkrachten. De veldslag wordt in Duitsland de Schlacht bei Großgörschen genoemd. Het was de eerste veldslag van de Befreiungskriege in Duitsland tijdens de Zesde Coalitieoorlog.
Na hevige gevechten wist Napoleon de geallieerden tot de terugtocht te dwingen. Door gebrek aan cavalerie kon hij de verslagen troepen echter niet achtervolgen, waardoor de veldslag beperkt bleef tot een tactische overwinning.

## Voorgeschiedenis
Nadat Pruisen op 27 maart 1813 aan Napoleon Bonaparte de oorlog had verklaard, trok Napoleon naar Leipzig. Hij streefde naar het herstel van zijn macht in Duitsland. Na zijn mislukte veldtocht naar Rusland en tegenslagen in de Iberische Oorlog hadden de anti-Franse mogendheden zich georganiseerd in de Zesde Coalitie. Deze coalitie bestond uit het Verenigd Koninkrijk, Rusland, Spanje, Portugal, Pruisen, Oostenrijk, Zweden en enkele kleinere Duitse staten. De geallieerde eenheden stonden onder commando van generaal Gebhard Leberecht von Blücher en maarschalk Ludwig Adolf Peter zu Sayn-Wittgenstein.
Napoleon trok in het voorjaar van 1813 met 145.000 man door het Thüringer Woud naar Leipzig. Op 1 mei kwam zijn voorhoede in gevecht met de troepen van Ferdinand von Wintzingerode, een Russische commandant van het Oostenrijkse leger. Vervolgens bezetten zij Lützen en het Flossgraben (een kanaal voor het vervoer van in de hoger gelegen bossen gekapt hout).

## Verloop

### 1 mei
De nacht van 1 mei bracht Napoleon door bij het monument van de eerste Slag bij Lützen, die in 1632 had plaatsgevonden en waarbij koning Gustaaf II Adolf van Zweden was gesneuveld. De volgende dag trok hij verder naar Leipzig, maar hij liet maarschalk Michel Ney in Großgörschen achter ter dekking van zijn rechterflank. Ney had de dorpen Grossgörschen, Rahna, Caja en Kleingörschen bezet. Later bleek het Pruisische-Russische leger aan de overkant van de Witte Elster te liggen, de rivier die van zuid naar noord stroomt richting Leipzig.

### 2 mei
Ney werd de volgende dag om 12 uur aangevallen door Pruisische en Russische militairen onder leiding van generaal Gerhard von Scharnhorst. Napoleon kwam terug om hem te hulp te schieten, hetgeen leidde tot een zware veldslag waarbij aan de Franse kant 22.000 doden en gewonden vielen, al werd de veldslag desondanks gewonnen. Bij de tegenstanders vielen 8.500 Pruisische en 3.000 Russische doden en gewonden. Na de Slag bij Bautzen op 20 mei volgde een korte wapenstilstand. Frankrijk was weer in bezit van Saksen en van de Elbelinie.

### 3 mei
De volgende ochtend zou de slag hervat worden. Veldmaarschalk Pjotr Christianowitsj Wittgenstein drong er echter bij de Russische tsaar op aan om de terugtocht te aanvaarden, hetgeen in overleg met de koning van Pruisen gebeurde. Leopold von Hessen-Homburg, was gesneuveld, Scharnhorst was gewond geraakt en overleed later aan zijn verwondingen in Praag.

## Nederlandse troepen
Bij de Slag bij Lützen vocht onder meer het 123ème Regiment Infanterie de Ligne, dat in 1812 in Rusland had gevochten bij Polotsk (17-18 augustus) en Berezina (26-29 november). Er werden grote verliezen geleden. Nadat er nieuwe vrijwilligers waren opgeroepen, bestond het 123ème RI uit vijf bataljons die in Lützen werden ingezet. Op 30 november 1813 werd het 3de bataljon gevangengenomen na de verovering van de Pruisische vesting Stettin en het 5e bataljon werd tot overgave gedwongen door een Pruisisch corps bij Arnhem. De Nederlandse soldaten namen daarna dienst in het nieuwe Nederlandse leger. Het 123ème RI werd in 1814 ontbonden.

## Monumenten

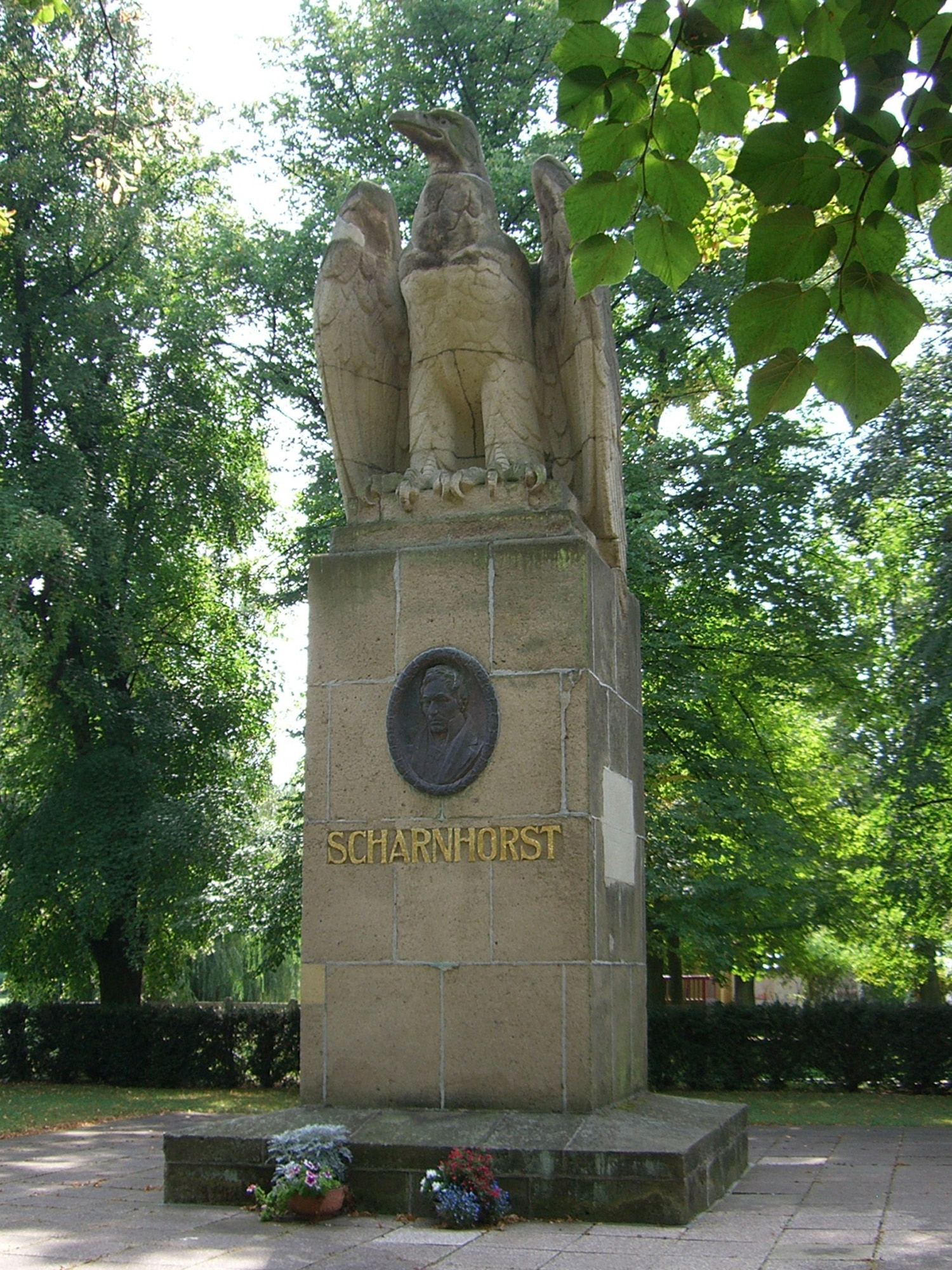
Scharnhorstmonument

- Honderd jaar na de veldslag werd het Scharnhorstmonument in Großgörschen onthuld.
- Van de gietijzeren piramide bestaan zeven exemplaren, gemaakt door Karl Friedrich Schinkel, die alle de gevallenen van de periode 1813-1815 gedenken.
- Het Hessen-Homburgmonument, ook gemaakt door Schinkel, werd in 1815 opgericht ter herdenking van prins Leopold von Hessen-Homburg, die tijdens de slag sneuvelde. Het monument is een kopie uit 1999 ter vervanging van het oorspronkelijke monument, dat doorgeroest was.
- Het Maarschalk Ney-huis, waar de maarschalk overnacht heeft van 1 op 2 mei 1813. Het was ook tijdelijk het hoofdkwartier, er is nu een klein museum.
- Het graf van Franz Wilhelm Liebknecht, de 18-jarige groothertog die tweede luitenant was van het Hessische leger.
- Het graf van Christian Gottlieb Berger, een vrijwilliger bij het Garderegiment Jagers. Hij sneuvelde op 26-jarige leeftijd.